# 2016년 와가두구 테러
2016년 1월 15일 부르키나파소 와가두구의 카푸치노 레스토랑과 스플렌디드 호텔에 대한 테러가 발생하였다.
이 테러로 30명이 사망하였으며, 56명이 적어도 부상을 입었으며, 156명의 호텔 내 사람들은 인질이 되어 테러 다음날 아침에 석방되었다.

## 같이 보기
- 2008년 뭄바이 테러
- 2015년 바마코 호텔 테러
- 가리사 대학교 테러
- 웨스트게이트 쇼핑몰 테러